# Daryush Shokof
Daryush Shokof (ur. 25 czerwca 1954 w Teheranie) – irański reżyser i scenarzysta, aktor i producent filmowy, malarz.

## Filmografia
- 1990: Angels are wired
- 1996: Seven Servants
- 1997: Magass
- 2000: Tenussian Vacuvasco
- 2003: Venussian Tabutasco
- 2004: A2Z
- 2006: Asudem
- 2007: Breathful
- 2009: Hitler,s Grave
- 2010: Iran Zendan
- 2012: Strange Stranger
- 2012: wordlessness
- 2012: flushers
- 2013: MOON and 8